# Callosamia promethea
Callosamia promethea är en fjärilsart som beskrevs av Dru Drury 1773. Callosamia promethea ingår i släktet Callosamia och familjen påfågelsspinnare. Inga underarter finns listade i Catalogue of Life.

## Bilder

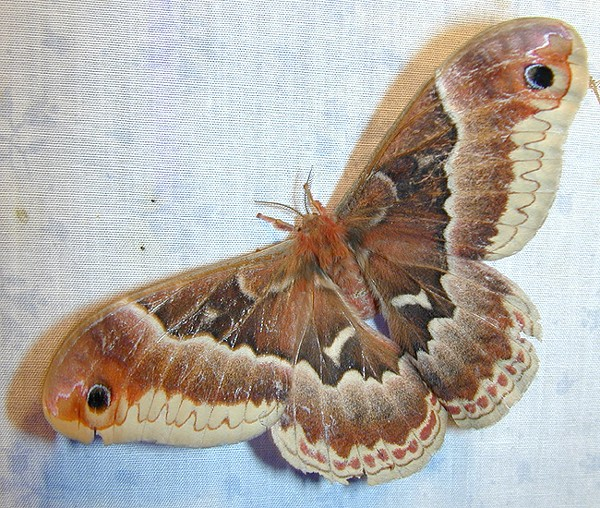
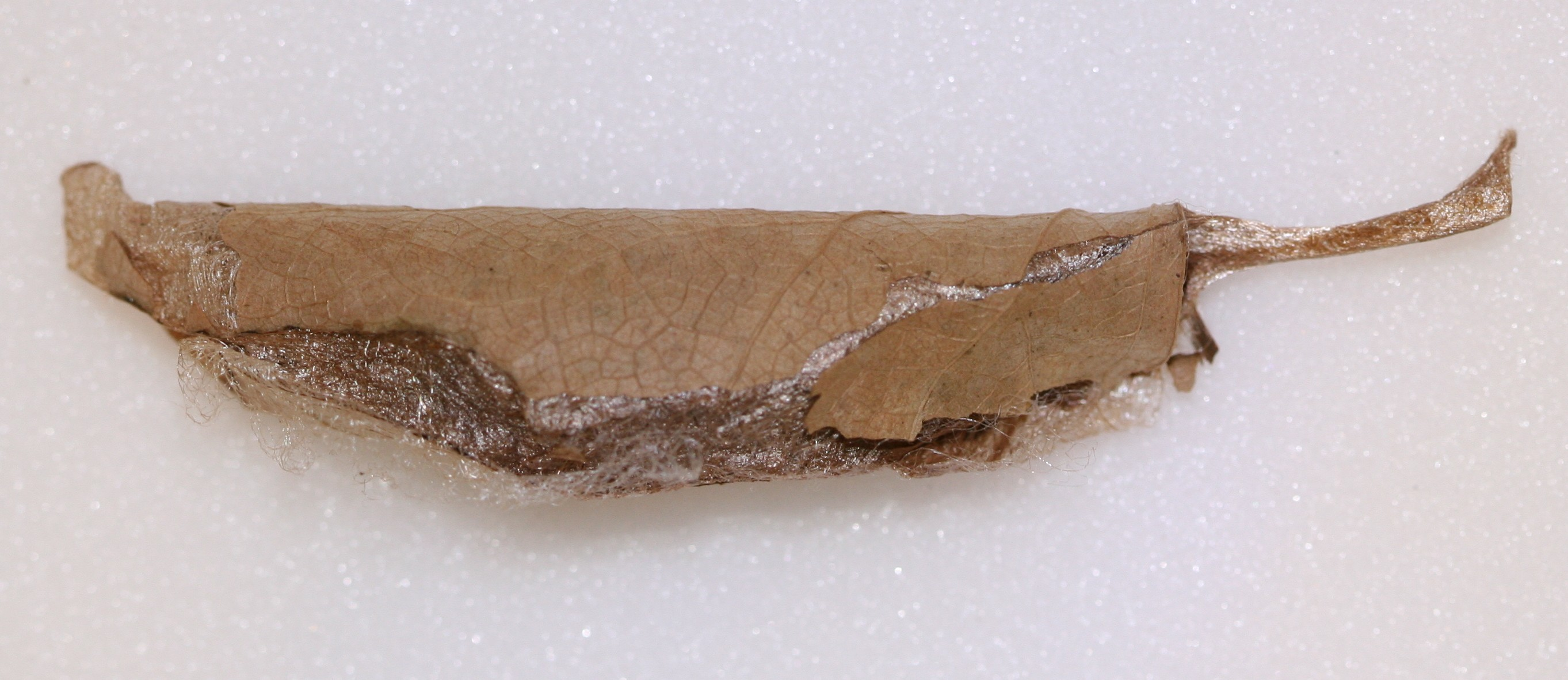